# Col de Sainte-Marie
Le col de Sainte-Marie est un col du massif des Vosges, situé à 772 mètres d'altitude.

## Géographie
Le col de Sainte-Marie relie Wisembach, commune située dans le département des Vosges, et Sainte-Marie-aux-Mines, ville sise dans le département du Haut-Rhin.

## Trafic routier
Col d'importance secondaire du massif vosgien, il retrouve cependant un rôle essentiel quand le tunnel Maurice-Lemaire est fermé, ce qui était le cas de 2004 à 2008 en raison de travaux de mise aux normes consécutifs à l'incendie du tunnel du Mont-Blanc.

## Histoire
Comme de nombreux cols du massif, le col de Sainte-Marie a matérialisé la frontière entre l'Allemagne et la France entre 1871 et 1918. À 200 mètres, du côté alsacien, un petit cimetière militaire — avec le statut de nécropole nationale — garde sur une superficie de 4 000 m2 la mémoire de 230 soldats français tués au cours de la Première Guerre mondiale. 48 d'entre eux sont inhumés dans des tombes individuelles. 182 soldats inconnus sont réunis dans un ossuaire. Une stèle perpétue leur mémoire. Le cimetière a bénéficié d'une réfection totale en 1976.

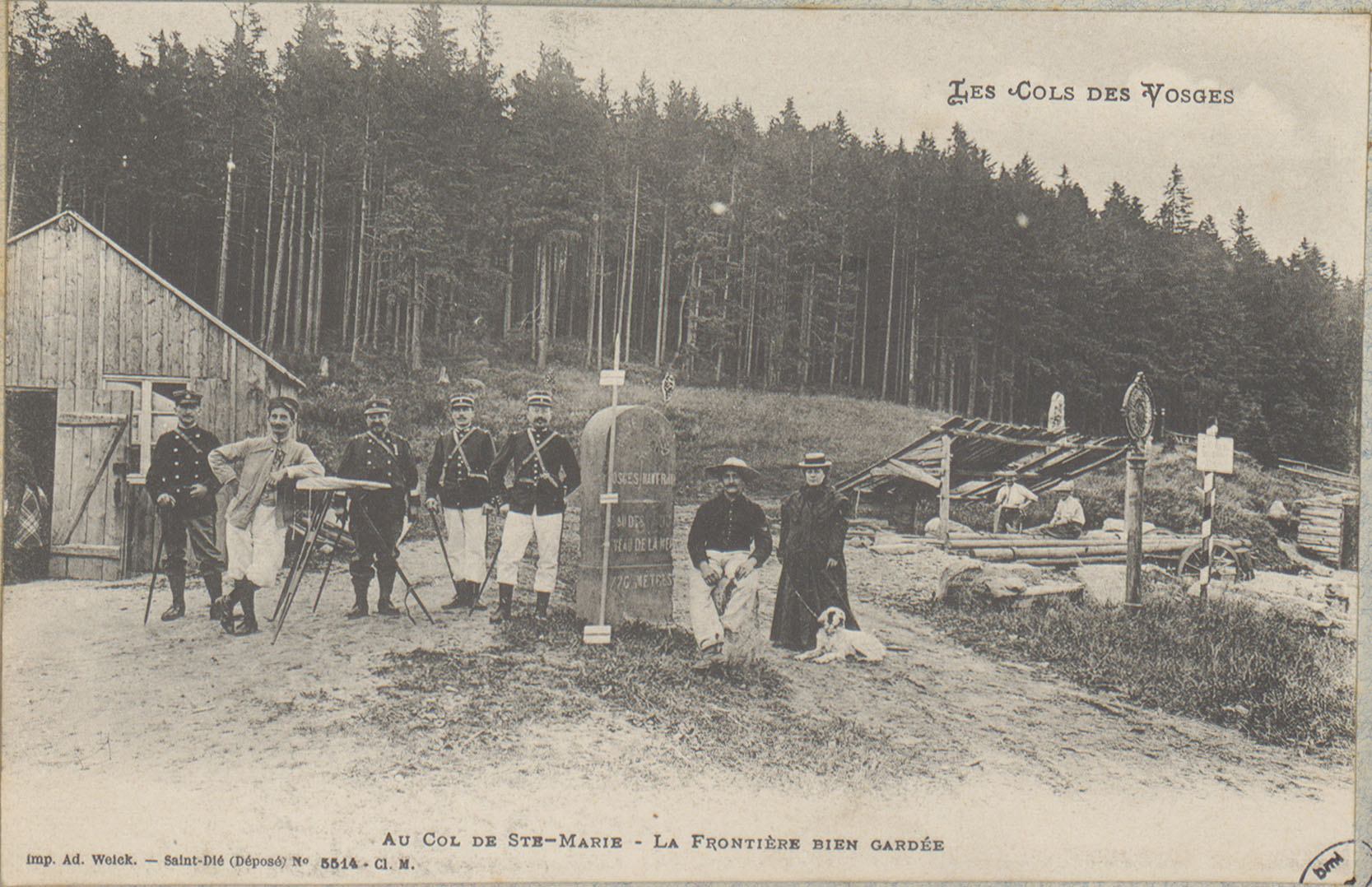
Le col au temps de la frontière (photographie Ad. Weick).
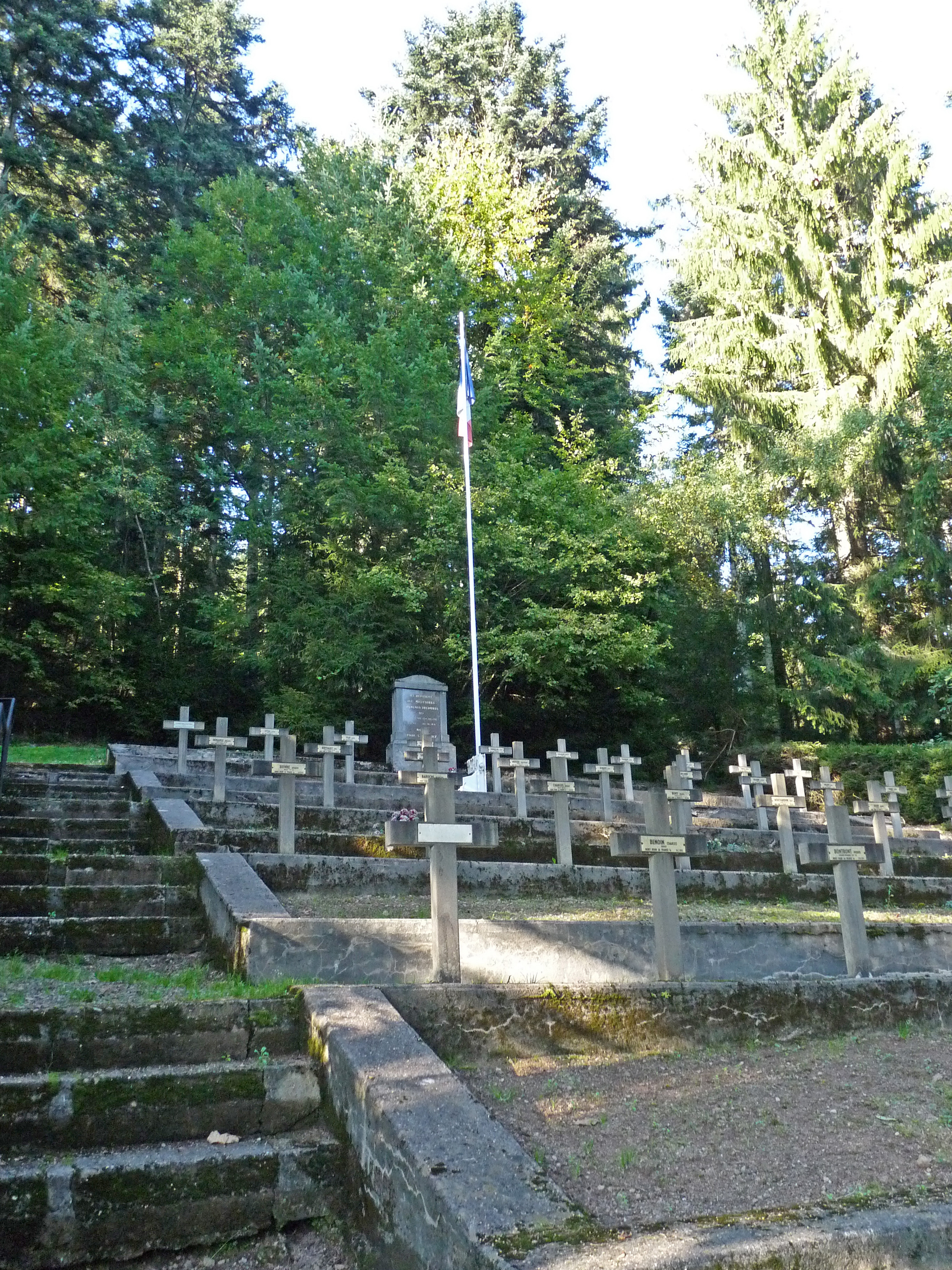
La nécropole nationale.
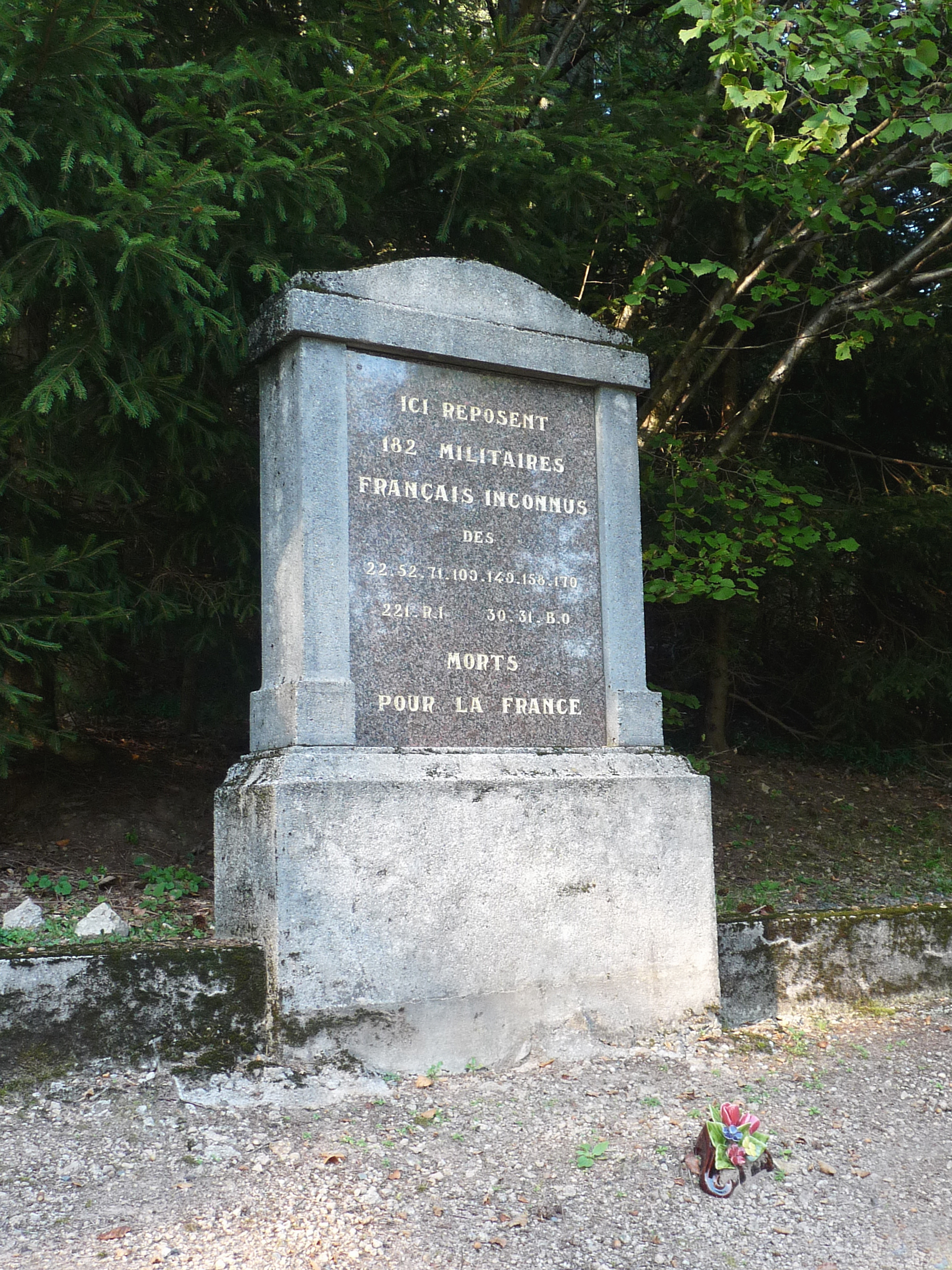
Stèle à la mémoire des militaires français inconnus.
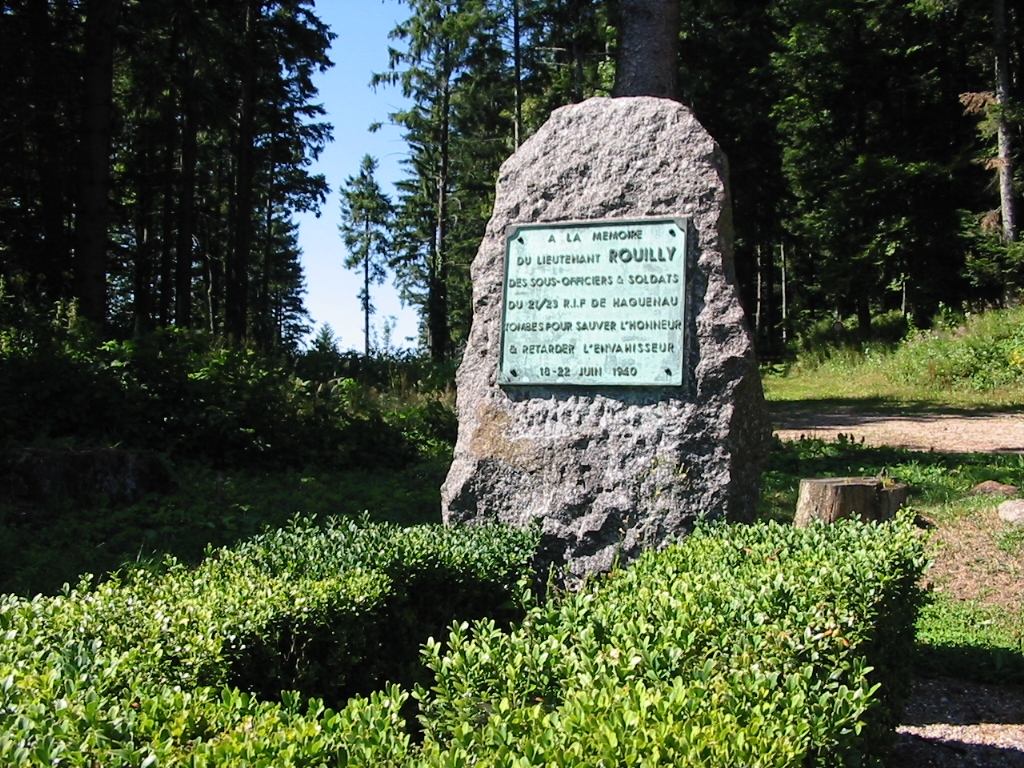
Monument à la mémoire du lieutenant Rouilly (1940).

## Personnalités liées au lieu
- Patrice Mahon dit Art Roë (1865-1914), écrivain et lieutenant-colonel d'artillerie tué au col de Sainte-Marie le 22 août 1914. Son nom est inscrit au Panthéon parmi les 560 écrivains morts au combat pendant la Première Guerre mondiale.